# Paeonia ostii
Paeonia ostii — вид растений рода Пион семейства Пионовые (Paeoniaceae), относится к группе древовидных пионов.
Китайское название — 凤丹 feng dan.

## Ботаническое описание
Листопадный кустарник высотой до 1,5 метра, по другим данным — около 0,8 метра.
Стебли светло-коричневые.
Листья голые.
Цветки одиночные, терминальные, 12—14 см в диаметре, ароматные. Чашелистики 3—4, зелёно-жёлтые, широкоэллиптические или овальные (1,5—3,1 × 1,5—2,5 см). Лепестков около 11, белые, обратнояйцевидные, выемчатые на вершине (5,5—6,5 × 3,8—5 см).
Тычиночные нити пурпурно-красные.
Пыльники жёлтые.
Стручки продолговатые, коричнево-жёлтые, войлочные.

## Распространение
Китай (Хэнань; культивируется в провинциях Аньхой, Хэнань, Хубэй, Шэньси, Сычуань и других). Лиственные и широколиственные леса, заросли на склонах, на высотах 800—1600 метров над уровнем моря. Обычен в культуре.
Используется в традиционной китайской медицине.

## Значение и применение
Переносит зимние понижения температуры до –20 °C, по другим данным до –34,4 °C.
Растения культивируемые на глинистых почвах отличаются более обильным цветением.
Требования к pH почвы: от нейтральной до кислой.
Дополнительно см.: Древовидные пионы.
Чай из сушеных лепестков используется, как средство от кашля, а также для лечения геморроя и варикозного расширения вен.

## Классификация

### Таксономия
Вид Paeonia ostii входит в род Пион (Paeonia) монотипного семейства Пионовые (Paeoniaceae) порядка Камнеломкоцветные (Garryales).
|  |                                      |  |                                                              |                                                              |                               |  | ещё 12 семейств (согласно Системе APG III) |  |  |            |                   |
|  |                                      |  |                                                              |                                                              |                               |  |                                            |  |  |            |                   |
|  |                                      |  |                                                              | порядок Камнеломкоцветные                                    |                               |  |                                            |  |  |            | вид Paeonia ostii |
|  |                                      |  |                                                              | порядок Камнеломкоцветные                                    |                               |  |                                            |  |  |            | вид Paeonia ostii |
|  | отдел Цветковые, или Покрытосеменные |  |                                                              |                                                              | монотипное семейство Пионовые |  | род Пион                                   |  |  |            |                   |
|  | отдел Цветковые, или Покрытосеменные |  |                                                              |                                                              |                               |  | род Пион                                   |  |  |            |                   |
|  |                                      |  | ещё 44 порядка цветковых растений (согласно Системе APG III) | ещё 44 порядка цветковых растений (согласно Системе APG III) |                               |  |                                            |  |  | ещё 31 вид |                   |
|  |                                      |  |                                                              | ещё 44 порядка цветковых растений (согласно Системе APG III) |                               |  |                                            |  |  |            |                   |

### Сорта
- Paeonia suffruticosa 'Feng Dan Bai'